# روز ماينارد بارتون
روز ماينارد بارتون (بالإنجليزية: Rose Maynard Barton)‏ هي رسامة أيرلندية، ولدت في 21 أبريل 1856 في مقاطعة تيبيراري في جمهورية أيرلندا، وتوفيت في 1929.